# Puchar Świata w narciarstwie alpejskim 2023/2024
Sezon 2023/2024 Pucharu Świata w narciarstwie alpejskim rozpoczął się 28 października 2023 r., tradycyjnie w austriackim Sölden, natomiast ostatnie zawody sezonu odbyły się 23 marca 2024 r. w innym austriackim ośrodku narciarskim – Saalbach. 

## Puchar Świata w narciarstwie alpejskim kobiet
Pucharu Świata zdobytego w sezonie 2022/2023 broniła Amerykanka Mikaela Shiffrin. Tym razem triumfowała Lara Gut-Behrami ze Szwajcarii.
W poszczególnych klasyfikacjach triumfowały:
- zjazd:  Cornelia Hütter
- supergigant:  Lara Gut-Behrami
- gigant:  Lara Gut-Behrami
- slalom:  Mikaela Shiffrin

## Puchar Świata w narciarstwie alpejskim mężczyzn
Puchar Świata zdobyty w sezonie 2022/2023 obronił Szwajcar Marco Odermatt.
W poszczególnych klasyfikacjach triumfowali:
- zjazd:  Marco Odermatt
- supergigant:  Marco Odermatt
- gigant:  Marco Odermatt
- slalom:  Manuel Feller